# Бумажная Фабрика (Вологодская область)
Бумажная Фабрика — деревня в Верховажском районе Вологодской области.
Входит в состав Нижне-Важского сельского поселения (до 2015 года входила в Климушинское сельское поселение), с точки зрения административно-территориального деления — в Климушинский сельсовет.
Расстояние по автодороге до районного центра Верховажья — 26,4 км, до деревни Климушино — 5 км. Ближайшие населённые пункты — Леоновская, Ивановская, Боровина.
По переписи 2002 года население — 8 человек, по переписи 2010 года - 4 человека.

## История
В 1769 году вологодские купцы Киселев и Шапкин выбрали место на берегу реки Терменьга (приток Ваги) и построили бумажную фабрику. Возле производства стали селиться рабочие. Возникший поселок в народе стали называть Бумажной Фабрикой. Сама фабрика закрылась из-за больших транспортных расходов при доставке сырья на производство и готовой продукции — к потребителям, а название деревни так и осталось. 